# Eriopterodes
Eriopterodes is een geslacht van steltmuggen (Limoniidae). Het geslacht telt twee soorten.

## Soorten
- Eriopterodes celestis
- Eriopterodes laetipleura